# Matheus Teixeira
Matheus Henrique Teixeira (José Bonifácio, 8 marzo 1999) è un calciatore brasiliano, portiere del Rio Ave.

## Carriera
Cresciuto nel settore giovanile del Palmeiras, nel 2019 viene ceduto a titolo definitivo al Bahia; debutta in prima squadra il 28 febbraio 2021 in occasione del match di Copa do Nordeste vinto 3-2 contro il Salgueiro.

## Statistiche

### Presenze e reti nei club
Statistiche aggiornate al 14 maggio 2021.
| Stagione        | Squadra         | Campionato      | Campionato | Campionato | Coppe nazionali | Coppe nazionali | Coppe nazionali | Coppe continentali | Coppe continentali | Coppe continentali | Altre coppe | Altre coppe | Altre coppe | Totale | Totale |
| Stagione        | Squadra         | Comp            | Pres       | Reti       | Comp            | Pres            | Reti            | Comp               | Pres               | Reti               | Comp        | Pres        | Reti        | Pres   | Reti   |
| --------------- | --------------- | --------------- | ---------- | ---------- | --------------- | --------------- | --------------- | ------------------ | ------------------ | ------------------ | ----------- | ----------- | ----------- | ------ | ------ |
| 2021            | Bahia           | PD/BA+A         | 4+0        | -2; 0      | CB              | 0               | 0               | CS                 | 3                  | -2                 | CdN         | 4           | -4          | 11     | -8     |
| Totale carriera | Totale carriera | Totale carriera | 4          | -2         |                 | 0               | 0               |                    | 3                  | -2                 |             | 4           | -4          | 11     | -8     |

## Palmarès

### Club

#### Competizioni regionali
- Copa do Nordeste: 1

Bahia: 2021